# Sorato Anraku
Sorato Anraku (安楽 宙斗, Anraku Sorato), né le 14 novembre 2006 à Yachiyo (Chiba, Japon), est un grimpeur sportif japonais spécialisé dans les compétitions d'escalade, et plus particulièrement dans les épreuves de bloc et de difficulté. En 2023, il devient le plus jeune vainqueur d'une Coupe du monde d'escalade et le premier à remporter la Coupe du monde de bloc et de difficulté dès sa première année chez les séniors. En octobre 2023, à seulement 16 ans, il est le numéro un mondial en difficulté, en bloc et en combiné (difficulté + bloc). Favori du combiné aux Jeux olympiques d'été de 2024, il domine l'épreuve de bloc, mais rate de peu la médaille d'or en chutant prématurément à l'épreuve de difficulté, et remporte la médaille d'argent.
En 2024 comme en 2025, au classement général de la Coupe du monde, il poursuit sa domination en restant le numéro un mondial en bloc, et se maintient sur le podium, à la 3e place, en difficulté.

## Carrière

### 2021
En 2021, Sorato Anraku remporte la victoire en difficulté et la deuxième place en bloc lors des championnats du monde jeunes à Voronej.

### 2022
En 2022, lors des championnats du monde jeunes à Dallas, il gagne encore en difficulté et obtient la troisième place en bloc.

### 2023
Lors de la saison 2023, à l'âge de 16 ans, il participe à sa première Coupe du monde d'escalade et remporte le classement général en bloc et en difficulté. Le 23 avril à Hachiōji, il passe les qualifications et la demi-finale, et obtient la cinquième place ; le 22 mai, il décroche son premier podium en terminant deuxième à Salt Lake City ; avec sa première victoire en Coupe du monde le 16 juin à Innsbruck, il remporte finalement le classement général de la Coupe du monde de bloc. C'est aussi à Innsbruck, qu'il entame sa première Coupe du monde de difficulté en se classant quatrième ; le 15 juillet, il remporte la troisième épreuve à Briançon ; il remporte également les deux épreuves suivantes, à Koper (Slovénie) et à Wujiang (Chine), ce qui lui permet de remporter la Coupe du monde de difficulté avec 4300 points (nouveau record, avec 1650 points d'avance sur le second, Alexander Megos). Il est ainsi le plus jeune vainqueur d'une Coupe du monde d'escalade à 16 ans 8 mois et 10 jours ; il devient aussi le premier à remporter la Coupe du monde de bloc et de difficulté dès sa première année chez les séniors, et le quatrième, après Liv Sansoz, Adam Ondra et Janja Garnbret, à remporter le classement général de la Coupe du monde dans deux disciplines différentes.
En août 2023, lors des championnats du monde à Berne, il remporte la médaille d'argent en difficulté.
En octobre 2023, lors des épreuves décalées des Jeux asiatiques de 2022, il remporte la médaille d'or en difficulté et en bloc.
En novembre 2023, après avoir aisément remporté le tournoi asiatique de qualification olympique en combiné, avec le score presque parfait de 199,7 points sur 200, il devient le favori de cette épreuve aux Jeux olympiques d'été de 2024.

### 2024
Le 7 août 2024 à Paris il domine la demi-finale des Jeux olympiques d'été de 2024. En finale, il arrive en tête à l'épreuve de bloc, mais il rate de peu la médaille d'or en chutant prématurément à l'épreuve de difficulté, et remporte la médaille d'argent. Il devient ainsi le premier athlète japonais à remporter une médaille olympique en escalade.
En octobre 2024, il se classe une nouvelle fois en tête de la saison de Coupe du monde IFSC en bloc et se classe 3ème en difficulté. Il remporte également la finale des Championnats d'Asie de 2024 en bloc.

### 2025
Au classement général de la Coupe du monde d'escalade de 2025, il remporte pour la troisième fois d'affilée la médaille d'or en bloc, en ayant mené la compétition du début à la fin de la saison, et celle de bronze en difficulté.